# 津田算正
津田 算正（つだ かずまさ、享禄2年〈1529年〉 - 慶長2年〈1597年〉）は、安土桃山時代の武将。津田算長の長男。弟に杉坊照算、津田自由斎がいる。通称は太郎左衛門尉、監物。

## 略歴
享禄2年（1529年）、津田算長の長男として生まれる。津田氏は紀伊国那賀郡小倉（現在の和歌山市）の土豪で、父・算長は種子島から紀伊根来に鉄砲を持ち込んだと伝えられる。
永禄10年（1567年）12月に父・算長が死去すると家督を継いだ。
天正年間、織田信長に従い、雑賀一揆の討伐で功を挙げたという（雑賀攻め）。また、これにより算正は和泉国佐野城主になったとされるが、天正5年（1577年）に佐野村の要害へ「杉之坊」（照算）とともに置かれた「津田太郎左衛門」は織田信張とみられるため、この伝は疑わしい。
天正10年（1582年）1月、雑賀衆の間で内紛が起き、土橋若大夫が鈴木孫一により殺害され、孫一を支持する織田信長が雑賀に織田信張を送っている。この時、若大夫派で津田氏一族とみられる「小倉監物」が「成敗」されており、小倉監物は一族の杉坊照算や根来寺と違い反信長方に与していたことになる。
天正13年（1585年）、算正は紀伊に攻め入った羽柴秀吉軍と戦い、弟・杉坊照算は討死し、算正も所領を没収された。その後算正は羽柴秀長に仕え、紀伊小倉に3,000石を得たとされる。
『津田家系譜』によると、慶長2年（1597年）、算正は69歳で死去した。
この後、長男・刀祢楠が天正5年（1577年）に切腹していたこともあってか、次男の重長が跡を継ぐ。重長は増田長盛、浅野幸長、小早川秀秋に仕え、その後美濃国加納の松平忠正・忠隆に300石で仕官したという。松平家は忠隆の夭逝により断絶し、重長の嫡孫・算義は紀伊小倉へ戻り、以後子孫は小倉新庄に居住した。

## 算正と津田流砲術
砲術伝書によると、津田流砲術の流祖は津田算長、または算長に鉄砲を教えたポルトガル人とみられる屏太郎（袂太郎）とされる。算正は弟・自由斎とともに父・算長から津田流を継承したという。その後、津田流は算正の子・重長の系流と自由斎から奥弥兵衛（重政）に伝えられた系流とに分かれ、後者は自由斎流と呼ばれた。
津田家直系における津田流は重長の長男・重信が受け継いでおり、重信からはその長男・算義に伝えられたと考えられるが、算義は紀伊に戻った際、鉄炮から身を引いたという。また、重長の四男・正徳が紀州藩に仕えており、紀州藩における砲術14派の中に津田流もあるが、津田家でなく南條家が継承している。